# Người Nogai
Người Nogai (tiếng Nogai: Noğaylar; tiếng Nga: ногайлар; ở Nga còn gọi là кры́мские степны́е тата́ры, nghĩa chữ là người Tatar Krym Thảo nguyên ) là một dân tộc thuộc nhóm sắc tộc Turk, cư trú ở vùng Bắc Kavkaz, chủ yếu sống ở Bắc Dagestan, Stavropol, Karachay-Cherkessia, và Chechnya thuộc Liên bang Nga. Người Nogai là hậu duệ của các bộ tộc Mông Cổ và sắc tộc Turk khác nhau, những người đã lập ra Thị tộc Nogai trong nhà cai trị Hãn quốc Nogai. Có hai nhóm người Nogai chính: 
- Ak Nogai;[9]
- Qara-Nogai hay Karagash.[10]

Người Nogai nói tiếng Nogai, một ngôn ngữ thuộc Ngữ hệ Turk.